# Альфонс Бертольдс
Альфонс Бертольдс (лів. Alfons Bertholds; *2 квітня 1910, Вайде — †18 липня 1993, Латвія) — лівський поет і перекладач. Друкувався в лівській газеті «Līvli». Був великим знавцем усної творчості лівів. Починаючи з Другої світової війни і до 1980 був найактивнішим лівським письменником.

## Біографія
Народився в лівському села Вайде, у риболовецькій сім'ї. Закінчив місцеву школу. Потім навчався в університеті в Фінляндії. Працював до пенсії в риболовецькій галузі. Помер 18 липня 1993 в Латвії, похований в Вайде.